# Santiago Buitrago
Santiago Buitrago Sánchez (Bogotà, 26 settembre 1999) è un ciclista su strada colombiano che corre per il team Bahrain Victorious; è professionista dal 2020, possiede caratteristiche di scalatore, ha vinto due tappe al Giro d'Italia.

## Palmarès

### Strada
- 2017 (Juniores, due vittorie)

1ª tappa Vuelta del Porvenir de Colombia (San Jerónimo > San Jerónimo)
4ª tappa Vuelta del Porvenir de Colombia (Remolino > Ciudad Bolívar)
- 2019 (Team Cinelli, una vittoria)

Trofeo Comune di Lamporecchio
- 2022 (Bahrain Victorious, tre vittorie)

2ª tappa Saudi Tour (Taibah University > Abu Rakah)
17ª tappa Giro d'Italia (Ponte di Legno > Lavarone)
1ª tappa Vuelta a Burgos (Burgos > Burgos)
- 2023 (Bahrain Victorious, una vittoria)

19ª tappa Giro d'Italia (Longarone > Tre Cime di Lavaredo/Rifugio Auronzo)
- 2024 (Bahrain Victorious, una vittoria)

4ª tappa Parigi-Nizza (Chalon-sur-Saône > Mont Brouilly)
- 2025 (Bahrain Victorious, tre vittorie)

2ª tappa Volta a la Comunitat Valenciana (La Nucia > Benifato)
4ª tappa Volta a la Comunitat Valenciana (Oropesa del Mar > Portell de Morella)
Classifica generale Volta a la Comunitat Valenciana

#### Altri successi
- 2021 (Bahrain Victorious)

Classifica scalatori Settimana Ciclistica Italiana
- 2023 (Bahrain Victorious)

Classifica giovani Saudi Tour
- 2024 (Bahrain Victorious)

Classifica giovani Volta a la Comunitat Valenciana
- 2025 (Bahrain Victorious)

Classifica a punti Volta a la Comunitat Valenciana

## Piazzamenti

### Grandi Giri
- Giro d'Italia

2022: 12º
2023: 13º
- Tour de France

2024: 10º
2025: 40º
- Vuelta a España

2020: 53º
2022: non partito (12ª tappa)
2023: 10º

### Classiche monumento
- Liegi-Bastogne-Liegi

2020: ritirato
2023: 3º
2024: 41º
2025: 37º
- Giro di Lombardia

2021: 101º
2023: 32º
2024: 86º

### Competizioni mondiali
- Campionati del mondo

Fiandre 2021 - Cronometro Under-23: 38º
Fiandre 2021 - In linea Under-23: 52º
Glasgow 2023 - In linea Elite: ritirato
Zurigo 2024 - In linea Elite: ritirato
- Giochi olimpici

Parigi 2024 - In linea: 19º